# Pilotrichum nigricans
Pilotrichum nigricans là một loài rêu trong họ Pilotrichaceae. Loài này được (Hook.) Hampe mô tả khoa học đầu tiên năm 1869.